# 上平村 (埼玉県)
上平村（かみひらむら）は、埼玉県北足立郡にあった村。現在の上尾市北東部にあたる。
上平の名は、1889年の村成立の際に合併した上村および平塚村の名を合成したことによる。

## 地理
- 河川 - 芝川、原市沼川

### 隣接していた自治体
（括弧内は現在の自治体）
- 北足立郡
  - 上尾町（上尾市）
  - 原市町（上尾市）
  - 大石村（上尾市）
  - 桶川町（桶川市）
  - 加納村（桶川市）
  - 伊奈村（伊奈町）

## 歴史

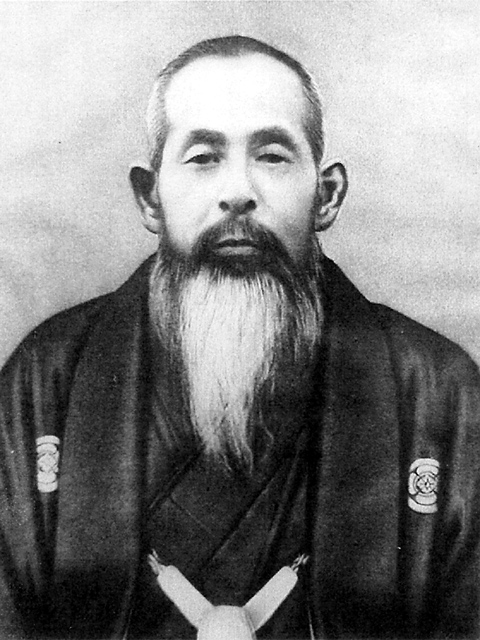
上平村初代村長の須田守三

- 『新編武蔵風土記稿』によると[2]平塚村を除く村々は桶川宿、大谷領町谷村（いずれも現桶川市）とともに大谷領桶川（桶皮）郷に属したとされる。上村は桶川郷あるいは桶川宿の上、南村は桶川郷あるいは桶川宿の南を意味するとされ、桶川上村、桶川南村とも呼ばれていた[3][4]。
- 明治元年の知行は、上村、久保村、須ヶ谷村は代官支配、門前村は代官領、松下某、少林寺領、南村は横田権之助（筑後守、信濃・武蔵などを領する9.500石の旗本筆頭）、菅谷村は松下謙太郎、横田権之助、数原鍬之助、上平塚村、中平塚村は荒川五三郎、下平塚村は戸田中務である。
- 1869年（明治2年）
  - 1月 - 村域は廃藩置県により、大宮県に所属。
  - 9月 - 大宮県が浦和県に改称。
- 1871年（明治4年）11月14日 - 浦和県が忍県・岩槻県と合併し、埼玉県が誕生。
- 1872年（明治5年）3月 - 大区小区制施行により第18区（上村・須ヶ谷村）および第19区に属す[5][6]。
- 1889年（明治22年）
  - 4月1日 - 町村制施行に伴い、上村・久保村・菅谷村・須ヶ谷村・西門前村・平塚村・南村が合併し、上平村となる[1]。
  - 5月26日 - 大字西門前の少林寺に村役場の仮議場を設置[7]、翌日地内の大川久次郎宅に役場を開設し、1892年（明治25年）頃まで借用する。
- 1893年（明治26年） - 村役場を西門前579番地の場所（現在のJAさいたま 上平支店の場所）に新築移転する[7]。
- 1934年（昭和9年）5月24日 - 村治問題に端を発し、村内の役場にて村民ら260余人による暴動事件が発生、標的となった助役（全治四週間の重傷）のほか村民3名や鴻巣警察署の巡査が負傷する。また村役場が一部損壊する（上平村事件）[8]。
- 1943年（昭和18年）
  - 1月 - 桶川町・上平村・加納村・川田谷村との合併の覚書が交わされた[9]。
  - 2月8日 - 桶川町・上平村との合併に関する答申書を大津県知事に提出した[9]。
- 1948年（昭和23年）
  - 2月5日 - 大宮地区警察署（自治体警察）原市巡査部長派出所の監督区域に指定される[10]。
  - 6月21日 - 上平農業協同組合が西門前579-2の場所に設立される[11]。
- 1951年（昭和26年） - 大字上尾村の一部を上平村に編入する[12]。
- 1955年（昭和30年）1月1日 - 町村合併促進法の施行に伴い、上尾町・原市町・平方町・大石村・大谷村と合併し、改めて上尾町となる[13]。同日上平村廃止。大字は上尾町へ継承された[1]。村役場は上平支所（後の農協上平支所）となる。
- 1956年（昭和31年）2月17日 - 上平地区（旧上平村）の桶川町へ編入の是非を問う埼玉県初[注釈 1]の住民投票を実施。結果は桶川町への編入は否決となった[14]。

## 歴代村長
| 代           | 氏名       | 就任年月日                 | 退任年月日                 | 備考                                 |
| ------------ | ---------- | -------------------------- | -------------------------- | ------------------------------------ |
| 初代村長     | 須田守三   | 1889年（明治22年）5月17日  | 1893年（明治26年）5月15日  |                                      |
| 二代村長     | 須田守三   | 1893年（明治26年）5月20日  |                            | 退任日不明                           |
| 三代村長     | 須田秀実   | 1896年（明治29年）7月6日   | 1898年（明治31年）1月17日  |                                      |
| 四代村長     | 内田周吉   | 1898年（明治31年）12月11日 | 1899年（明治32年）12月11日 |                                      |
| 五代村長     | 斉藤重吉   | 1900年（明治33年）1月18日  | 1902年（明治35年）1月10日  |                                      |
| 六代村長     | 須田守三   | 1902年（明治35年）4月28日  | 1903年（明治36年）10月17日 |                                      |
| 七代村長     | 市村銀三   | 1903年（明治36年）11月11日 | 1904年（明治37年）1月4日   |                                      |
| 八代村長     | 須田泰治郎 | 1904年（明治37年）2月15日  | 1904年（明治37年）10月21日 |                                      |
| 九代村長     | 内田周吉   | 1905年（明治38年）1月17日  | 1905年（明治38年）4月24日  |                                      |
| 十代村長     | 須田寛三   | 1907年（明治40年）9月10日  | 1909年（明治42年）2月18日  |                                      |
| 十一代村長   | 須田久治郎 | 1909年（明治42年）3月20日  | 1913年（大正2年）3月19日   | 次代と就任期間が重複する             |
| 十二代村長   | 須田久治郎 | 1913年（大正2年）3月14日   | 1917年（大正6年）3月19日   | 先代と就任期間が重複する             |
| 十三代村長   | 須田泰治郎 | 1917年（大正6年）3月20日   | 1921年（大正10年）3月19日  |                                      |
| 十四代村長   | 鴨田金蔵   | 1921年（大正10年）3月30日  | 1922年（大正11年）12月4日  |                                      |
| 十五代村長   | 森島唯造   | 1923年（大正12年）1月19日  | 1931年（昭和6年）1月11日   |                                      |
| 十六代村長   | 平野耕造   | 1933年（昭和8年）6月1日    | 1933年（昭和8年）9月22日   |                                      |
| 十七代村長   | 須田卓二   | 1936年（昭和11年）7月25日  | 1940年（昭和15年）7月24日  |                                      |
| 十八代村長   | 平野耕造   | 1940年（昭和15年）7月28日  | 1942年（昭和17年）2月28日  |                                      |
| 十九代村長   | 須田卓二   | 1942年（昭和17年）12月8日  | 1943年（昭和18年）3月3日   |                                      |
| 二十代村長   | 市村増蔵   | 1944年（昭和19年）1月14日  | 1946年（昭和21年）3月12日  |                                      |
| 二十一代村長 | 須田令一   | 1946年（昭和21年）4月6日   | 1947年（昭和22年）4月5日   |                                      |
| 二十二代村長 | 島村敏治   | 1947年（昭和22年）4月5日   |                            | 地方自治法施行後初の村長。退任日不明 |
| 二十三代村長 | 島村敏治   |                            | 1954年（昭和29年）12月31日 | 就任日不明                           |

※ 以上出典は『上尾百年史』174-176頁および187頁。